# Тапинома

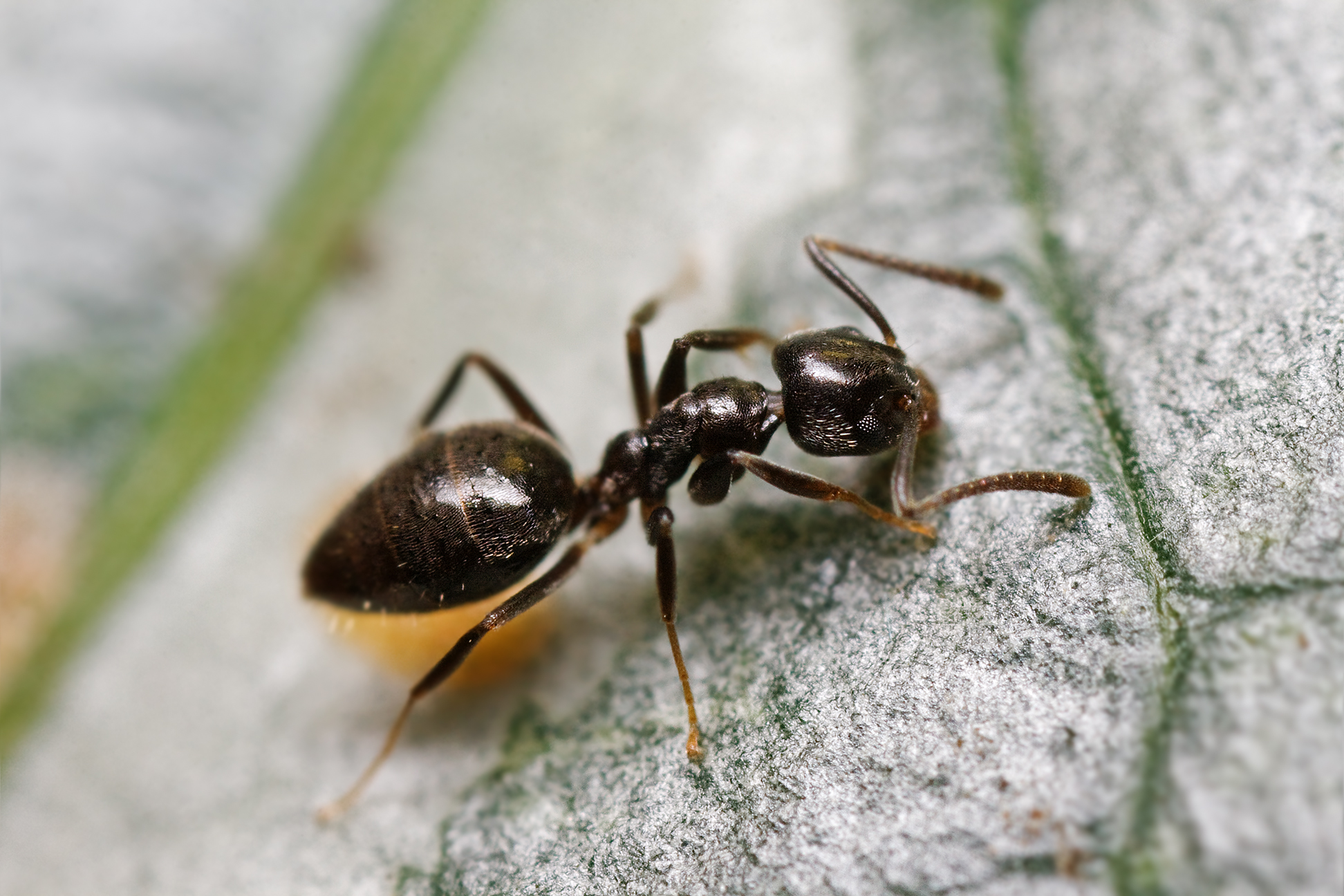
Tapinoma sessile

Тапинома (лат. Tapinoma, от др.-греч. τᾰπείνωμα «нижнее положение», из-за привычки гнездиться под предметами) — это род мелких муравьёв подсемейства долиходерины. Более 70 видов.

## Описание
Представители этого рода являются универсальными фуражирами, собирающими корм и гнездящимися в самых разных местах обитания, начиная от лугов, открытых полей, лесов и заканчивая внутренними помещениями зданий. Большинство видов гнездятся в земле под такими предметами, как камни или бревна деревьев, другие виды строят гнезда под корой бревен и пней, в дуплах растений, в полях насекомых или в мусорных кучах.
Известны социальные паразиты: Tapinoma incognitum, T. inflatiscapus, T. pulchellum, T. shattucki.

## Распространение
Большинство видов представлены в тропиках и субтропиках. Инвазивный вид Tapinoma melanocephalum (Fabricius, 1793) является космополитом.
В фауне России и сопредельных стран встречается 2—3 вида.
В 2024 году в Палеарктике признан 21 вид.

## Систематика
Более 70 видов, 22 подвида и 6 ископаемых видов.
Синонимы:
- Micromyrma Dufour, 1857
- Neoclystopsenella Kurian, 1955
- Pseudaphomomyrmex Wheeler, 1920
- Zatapinoma Wheeler, 1928
- Semonius Forel, 1910

## Список видов
- Tapinoma acuminatum Forel, 1907
- Tapinoma amazonae Wheeler, 1934
- Tapinoma ambiguum Emery, 1925
- Tapinoma andamanense Forel, 1903
- Tapinoma annandalei (Wheeler, 1928)
- Tapinoma antarcticum Forel, 1904
- Tapinoma arnoldi Forel, 1913
- Tapinoma atriceps Emery, 1888
- †Tapinoma baculum  Zhang, 1989
- Tapinoma carininotum Weber, 1943
- Tapinoma chiaromontei Menozzi, 1930
- Tapinoma christophi Emery, 1925
- Tapinoma dabashanica Seifert, 2024[4]
- Tapinoma danitschi Forel, 1915
- Tapinoma demissum Bolton, 1995
- †Tapinoma electrinum  Dlussky & Perkovsky, 2002
- Tapinoma emeryi (Ashmead, 1905)
- Tapinoma epinotale Karavaiev, 1935
- Tapinoma erraticum (Latreille, 1798)typus
- Tapinoma flavidum Andre, 1892
- Tapinoma fragile Smith, 1876
- Tapinoma funiculare Santschi, 1928
- Tapinoma geei Wheeler, 1927
- Tapinoma gibbosum Stitz, 1933
- Tapinoma glabrella (Nylander 1849)[4]
- Tapinoma glaucum (Viehmeyer, 1916)
- Tapinoma heyeri Forel, 1902
- Tapinoma hispanicum Seifert, 2024[4]
- Tapinoma indicum Forel, 1895
- Tapinoma insularis Seifert, 2024[4]
- Tapinoma israele Forel, 1904
- Tapinoma karavaievi Emery, 1925
  - =Tapinoma simrothi azerbaidzhanica Karavajev 1932[4]
- Tapinoma kinburni Karavaiev, 1937
- Tapinoma litorale Wheeler, 1905
- Tapinoma luffae (Kurian, 1955)
- Tapinoma lugubre Santschi, 1917
- Tapinoma luridum Emery, 1908
- Tapinoma luteum (Emery, 1895)
- Tapinoma madeirense Forel 1895
- Tapinoma magnum Mayr, 1861
- Tapinoma melanocephalum (Fabricius, 1793)
- Tapinoma menozzii Donisthorpe, 1936
- Tapinoma minimum Mayr, 1895
- †Tapinoma minutissimum Emery, 1891
- Tapinoma minutum Mayr, 1862
- Tapinoma modestum Santschi, 1932
- Tapinoma muelleri Karavaiev, 1926
- †Tapinoma neli Perrichot, Salas-Gismondi & Antoine, 2019
- Tapinoma nigerrimum (Nylander, 1856)
- Tapinoma onaele Shakur et al., 2024[7]
- Tapinoma opacum Wheeler & Mann, 1914
- Tapinoma orthocephalum Stitz, 1934
- Tapinoma pallipes Smith, 1876
- Tapinoma panamense Wheeler, 1934
- Tapinoma philippinense Donisthorpe, 1942
- Tapinoma pomone Donisthorpe, 1947
- Tapinoma pygmaeum Dufour, 1857
- Tapinoma ramulorum Emery, 1896
- Tapinoma rasenum Smith & Lavigne, 1973
- Tapinoma rectinotum Wheeler, 1927
- Tapinoma rottnestense Wheeler, 1934
- Tapinoma schultzei (Forel, 1910)
- Tapinoma sessile (Say, 1836)[8][9]
- Tapinoma sichuense Seifert, 2024[4]
- Tapinoma silvestrii Wheeler, 1928
- Tapinoma simrothi Krausse, 1911
  - = Tapinoma minor Bernard, 1945[4]
- Tapinoma sinense Emery, 1925
  - = Tapinoma emeryanum Kuznetsov-Ugamsky, 1927[4]
- Tapinoma subtile Santschi, 1911
- †Tapinoma troche Wilson, 1985
- Tapinoma vexatum Santschi, 1919
- Tapinoma wheeleri (Mann, 1935)
- Tapinoma williamsi (Wheeler, 1935)
- Tapinoma wroughtonii Forel, 1904

В 2021 году в состав рода Forelius были перенесены два вида рода Tapinoma:
- Forelius antarcticus  (Forel) comb. nov. (=Tapinoma antarcticum  Forel 1904)
- Forelius heyeri  (Forel) comb. nov. (= Tapinoma heyeri  Forel 1902)